# 布爾納亞河

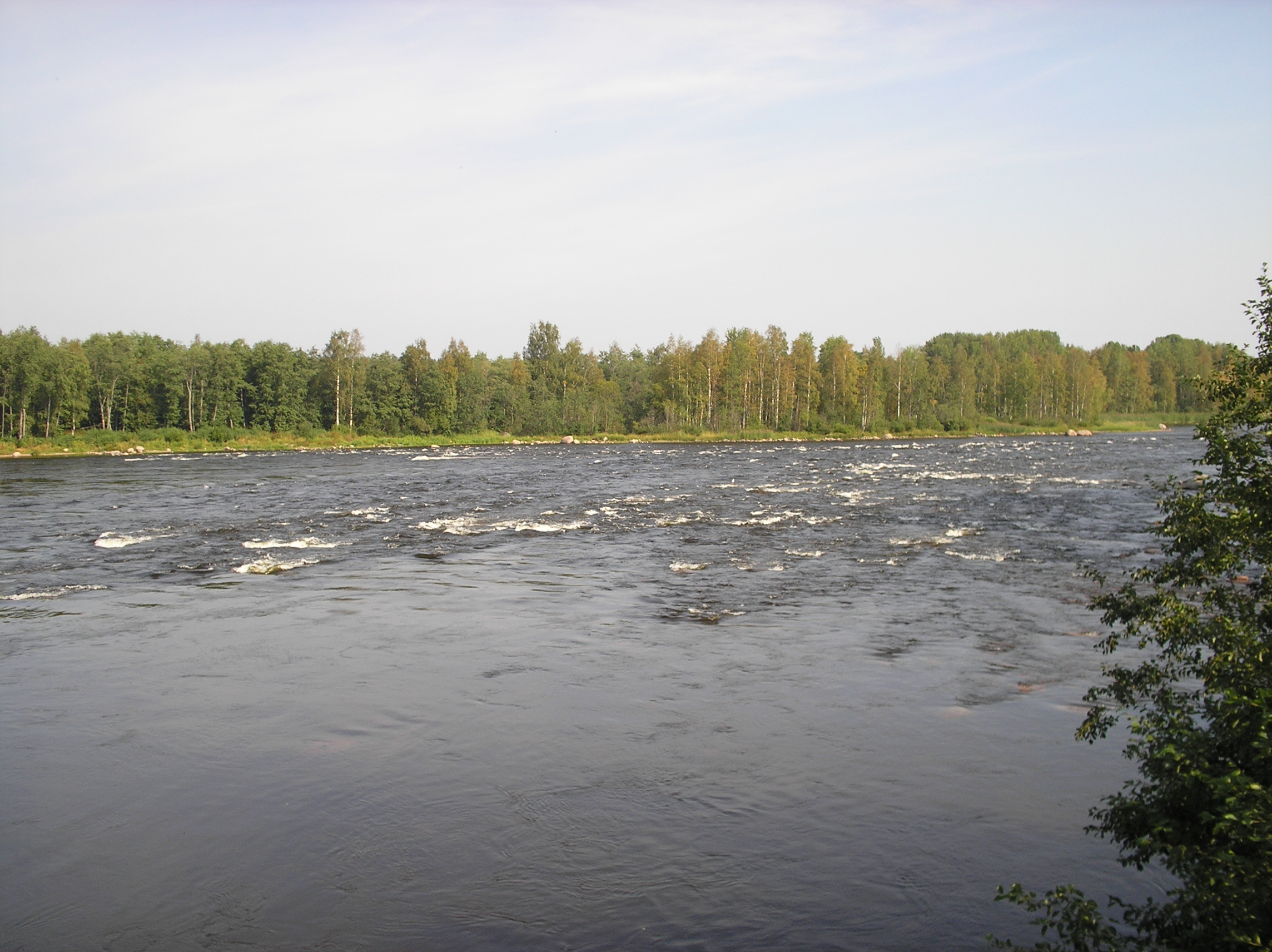

布爾納亞河是俄羅斯的河流，位於卡累利阿地峽，由列寧格勒州負責管轄，發源自蘇霍多利斯科耶湖，最終注入拉多加湖，屬於沃克西河流域的一部分。